# Lanaphora bakeri
Lanaphora bakeri är en insektsart som beskrevs av Frederick Arthur Godfrey Muir 1915. Lanaphora bakeri ingår i släktet Lanaphora och familjen sporrstritar. Inga underarter finns listade i Catalogue of Life.